# Banca Mediolanum
Banca Mediolanum — итальянский банк. Штаб-квартира расположена в Базильо (пригород Милана). Крупнейшими акционерами являются наследники Сильвио Берлускони (30 % акций через компанию Fininvest) и семья Дорис (26 %).

## История
Холдинг Сильвио Берлускони Fininvest был основан в 1975 году. В 1982 году была создана компания по предоставлению финансовых услуг Programma Italia; она была совместным предприятием Fininvest и Эннио Дориса (Ennio Doris, 1940—2021). В 1997 году эта компания сменила название на Banca Mediolanum, её акции были размещены на Итальянской фондовой бирже; Mediolanum — латинское название Милана. В 2000 году был создан филиал в Испании. В 2001 году деятельность банка была расширена в Германию покупкой Gamax Holding AG и Австрию приобретением Bankhaus August Lenz & Co. В 2008 году генеральным директором банка стал Массимо Дорис.

## Деятельность
Подразделения по состоянию на 2023 год:
- банкинг в Италии — 33 % выручки;
- управление активами в Италии — 29 % выручки;
- страхование в Италии — 28 % выручки;
- другая деятельность в Италии — 2 % выручки;
- Испания — 9 % выручки;
- Германия — 0,3 % выручки.

В списке крупнейших публичных компаний мира Forbes Global 2000 за 2024 год Banca Mediolanum занял 1125-е место.